# Кел
Кел (њем. Kehl) град је у њемачкој савезној држави Баден-Виртемберг. Једно је од 51 општинског средишта округа Ортенау. Према процјени из 2010. у граду је живјело 34.596 становника. Налази се насупрот францускога града Стразбура.

## Историја
По први пут се 1038. помиње као насеље, а 1338. је изграђен први мост између Кела и Стразбура. Француска је заузела Кел 1678. и отада је сматран обрамбеном линијом самога Стразбура. Чувени француски градитељ тврђава Вобан претворио га је 1683. у тврђаву. Француска је анектирала Стразбур, али 1697. је препустила Кел да би заузврат Стразбур био признат као саставни део Француске. Од тада је у саставу маркгрофовије Баден, а од 1771. у саставу Баден-Дурлаха.

## Географски и демографски подаци
Кел се налази у савезној држави Баден-Виртемберг у округу Ортенау. Град се налази на надморској висини од 139 метара. Површина општине износи 75,1 km². У самом граду је, према процјени из 2010. године, живјело 34.596 становника. Просјечна густина становништва износи 461 становника/km². Посједује регионалну шифру (AGS) 8317057.